# Alexander Sommer
Alexander Sommer (12. října 1936 Matejovce – 15. listopadu 2006) byl slovenský a československý vysokoškolský pedagog, agronom, politik Komunistické strany Slovenska a poslanec Sněmovny lidu Federálního shromáždění za normalizace.

## Biografie
Studoval na gymnáziu v Kežmarku a Popradu a po maturitě v roce 1955 začal studovat na Vysoké školy zemědělské v Nitře, kterou absolvoval v roce 1960. Pracoval pak ve Výzkumném ústavu zemědělské výroby v Nitře. V roce 1965 získal titul kandidát věd, roku 1977 doktor věd. V roce 1985 se stal docentem a 22. února 1988 profesorem v oboru výživy a fyziologie zvířat na VŠ zemědělské v Nitře. Od roku 1968 budoval ve Výzkumném ústavu zemědělské výroby v Nitře oddělení výživy zvířat, z kterého se později vyvinul samostatný ústav. Zaměřoval se na problematiku trávení živin u přežvýkavců. Publikoval přes 200 odborných studií, přes 300 příspěvků ve sbornících a 38 knih. Byl členem korespondentem ČSAV a SAV (v letech 1988–1990 i člen jejich prezídií). V roce 2005 se stal řádným členem Učené společnosti SAV. V roce 1994 se stal prvním ředitelem Slovenské akademie zemědělských věd. V období let 2000-2004 byl členem rady slovenské vlády pro vědu a techniku. Přednášel na mnoha vysokých školách, byl garantem několila mezinárodních vědeckých programů.
Angažoval se i politicky v Komunistické straně Slovenska. Ve volbách roku 1981 zasedl do Sněmovny lidu (volební obvod č. 153 - Nové Zámky, Západoslovenský kraj). Mandát obhájil ve volbách roku 1986 (obvod Nové Zámky). Ve Federálním shromáždění setrval do konce funkčního období, tedy do svobodných voleb roku 1990. Netýkal se ho proces kooptací do Federálního shromáždění po sametové revoluci.